# Kamienica Augusta Mentzla w Bydgoszczy
Kamienica Augusta Mentzla w Bydgoszczy – kamienica położona w Bydgoszczy przy ul. Gdańskiej 5.

## Położenie
Budynek stoi w zachodniej pierzei ul. Gdańskiej, naprzeciw galerii handlowej „Drukarnia”.

## Historia

### Budynek
Pierwotny budynek, którego właścicielem był aptekarz Constantin August Mentzel, powstał w 1853 roku. Wtedy to wzniesiono zespół zabudowań zaprojektowanych przez mistrza ciesielskiego Heinricha Mautza. W jego skład wchodził dom frontowy ze skrzydłem i zabudowania gospodarcze. Po północnej stronie domu, przy ulicy usytuowany był ogród. Od 1863 roku CA Mentzel prowadził tu aptekę homeopatyczną. Z ogródka pochodziły zioła wykorzystywane do produkcji leków i maści sprzedawanych w aptece.
Swój obecny wygląd budynek zawdzięcza gruntownej przebudowie w 1909 roku. przeprowadzonej z inicjatywy kolejnego właściciela, również aptekarza Alfreda Jacoba. Projekt wykonał architekt Rudolf Kern. Kamienicę rozbudowano o północne skrzydło i tym samym przeniesiono ogród na tył posesji. Zmieniono także aranżację fasady.
Na parterze budynku mieściła się Apteka „Pod Łabędziem”, a od 2003 roku również Muzeum Farmacji. W 2006 roku odzyskano rzeźbę Złotego Łabędzia, który zdobi elewację budynku, podobnie jak w XIX i w I połowie XX wieku.
8 października 2018, po przeprowadzeniu remontu kamienicy, w dawnej siedzibie księgarni Współczesna otwarte zostało Bydgoskie Centrum Organizacji Pozarządowych. Odnowiona elewacja uzyskała kremowo-pomarańczowe barwy, dokonano także wyeksponowania zdobień. Koszt inwestycji to 2,7 mln zł.

### Apteka „Pod Łabędziem”
Apteka powstała 27 grudnia 1853 roku jako trzecia w mieście, po aptece „Pod Czarnym Orłem” oraz „Pod Złotym Orłem". W ówczesnej Europie aptekom nadawano wielokrotnie nazwy dumnych zwierząt. Dlatego też Mentzel nazwał swoją aptekę „Pod Łabędziem", gdyż ptak ten jest związany z głęboką symboliką oraz był charakterystycznym i łatwym do zapamiętania znakiem. Po II wojnie światowej apteka została upaństwowiona. Nadano jej jednocześnie miano Apteki Społecznej nr 39. W II połowie lat 70. aptece przywrócono tradycyjną nazwę. Dzięki przemianom ustrojowym w 1990 roku znalazła się znów w rękach prywatnych. 7 czerwca 2017 po 153 latach działalności aptekę zamknięto. 15 grudnia 2022 aptekę otwarto ponownie, tym razem jako placówkę muzealną.

### Złoty łabędź
Figura łabędzia odlana ze stopu metali złota pełniła funkcję aptecznego godła prawdopodobnie od czasu otwarcia apteki. Pierwsze fotografie łabędzia pochodzą z przełomu XIX i XX wieku, co potwierdzają widokówki z tego okresu. Figura stała na belce wystającej ze ściany nad głównym wejściem apteki.
Rzeźba wisiała nad wejściem do 1959 roku, kiedy dr Stanisław Proń z Muzeum Farmacji CM UJ w Krakowie, otrzymawszy pozwolenie z Ministerstwa Zdrowia, jeździł po Polsce, zbierając ciekawe starocie apteczne w celu zasilenia nimi zbiorów krakowskiego muzeum. Dr Proń dotarł również do Bydgoszczy, a zobaczywszy łabędzia wywiózł go do Krakowa.
W 2003 roku na zapleczu apteki otwarto Muzeum Farmacji Apteki „Pod Łabędziem". Prace badawcze podjęte przez tę placówkę doprowadziły do odnalezienia łabędzia w magazynie Muzeum Farmacji CM UJ. Krakowianie przekazali figurę bydgoskiemu Muzeum Farmacji w lipcu 2006 roku Bogusław Czerwiński, artysta plastyk wykonał z żywicy epoksydowej wierną kopię zabytkowej figury, którą uroczyście odsłonięto 27 grudnia 2006 roku i umieszczono nad wejściem do apteki, podczas gdy oryginał rzeźby znajduje się w Muzeum Farmacji Apteki „Pod Łabędziem".

## Architektura
Kamienica posiada secesyjną dekorację elewacji, w której znajdują się stylizowane motywy łabędzi. Na uwagę zasługuje również wystrój Apteki „Pod Łabędziem".

## Galeria

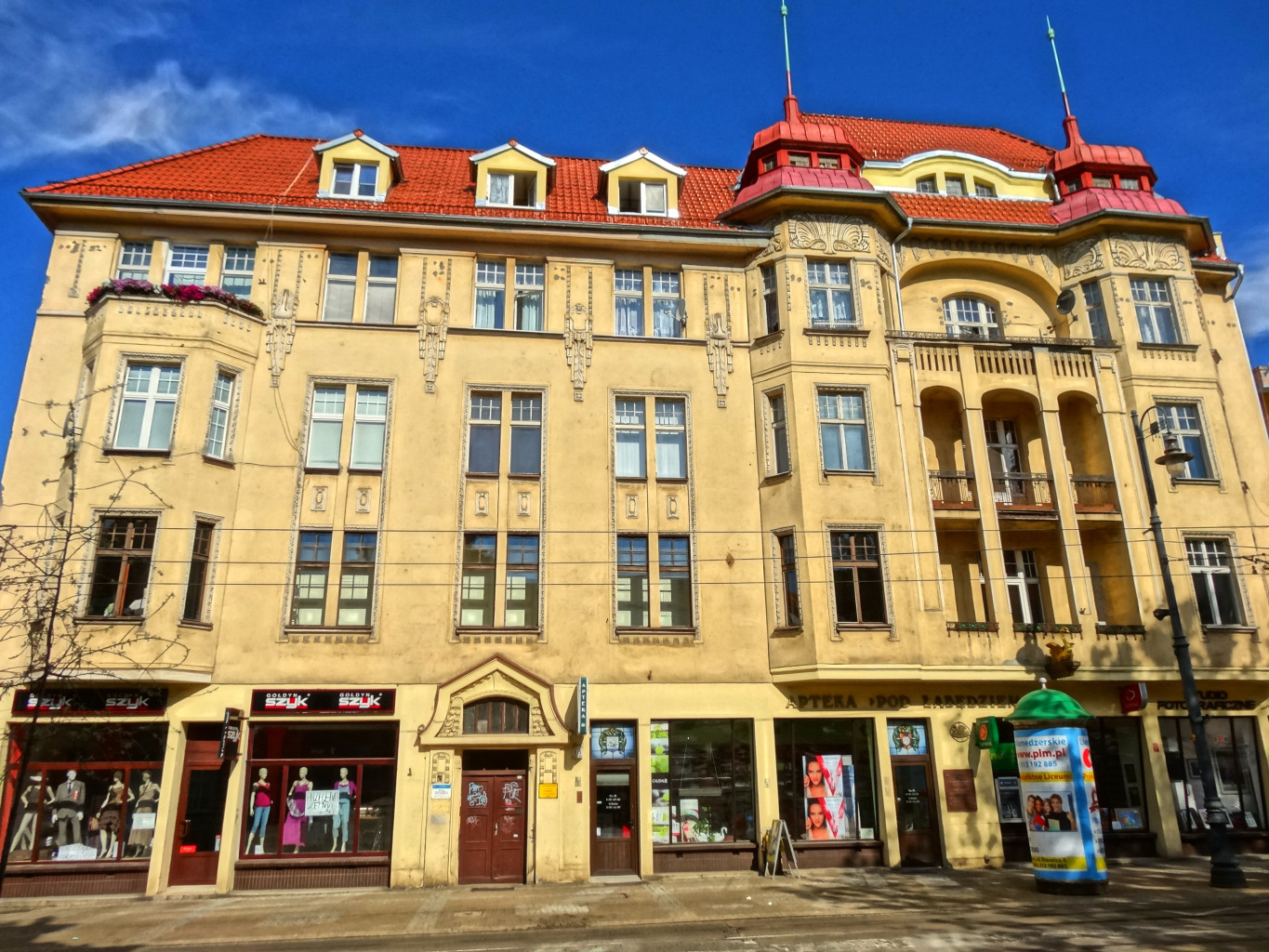
Cała kamienica
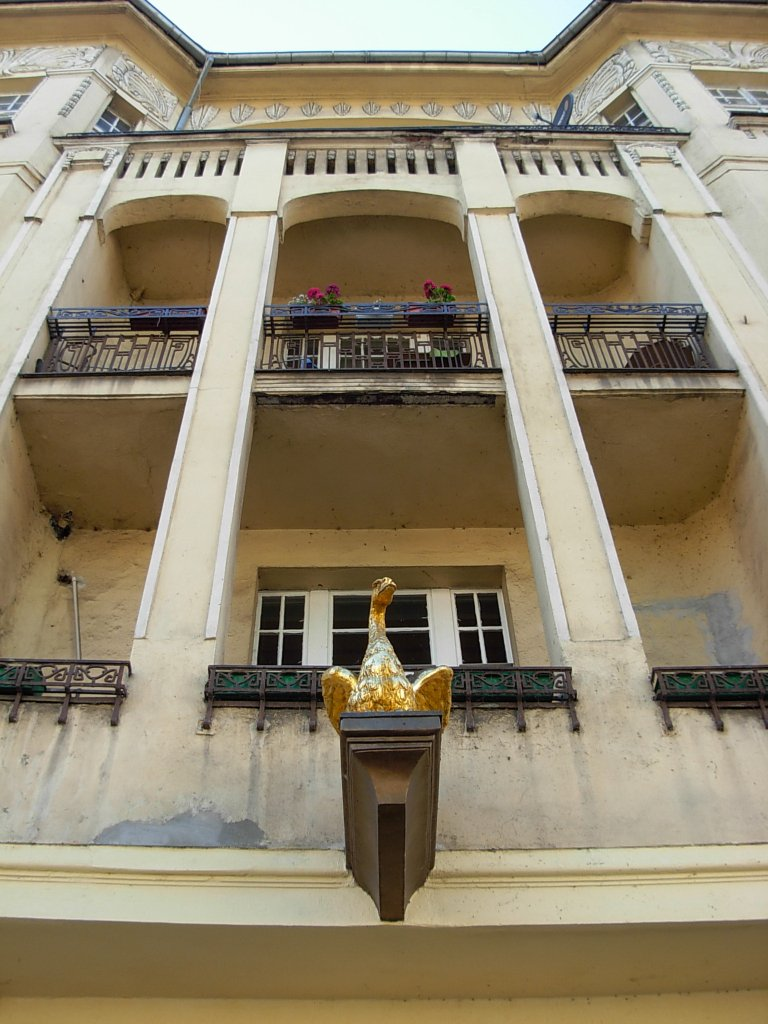
Front
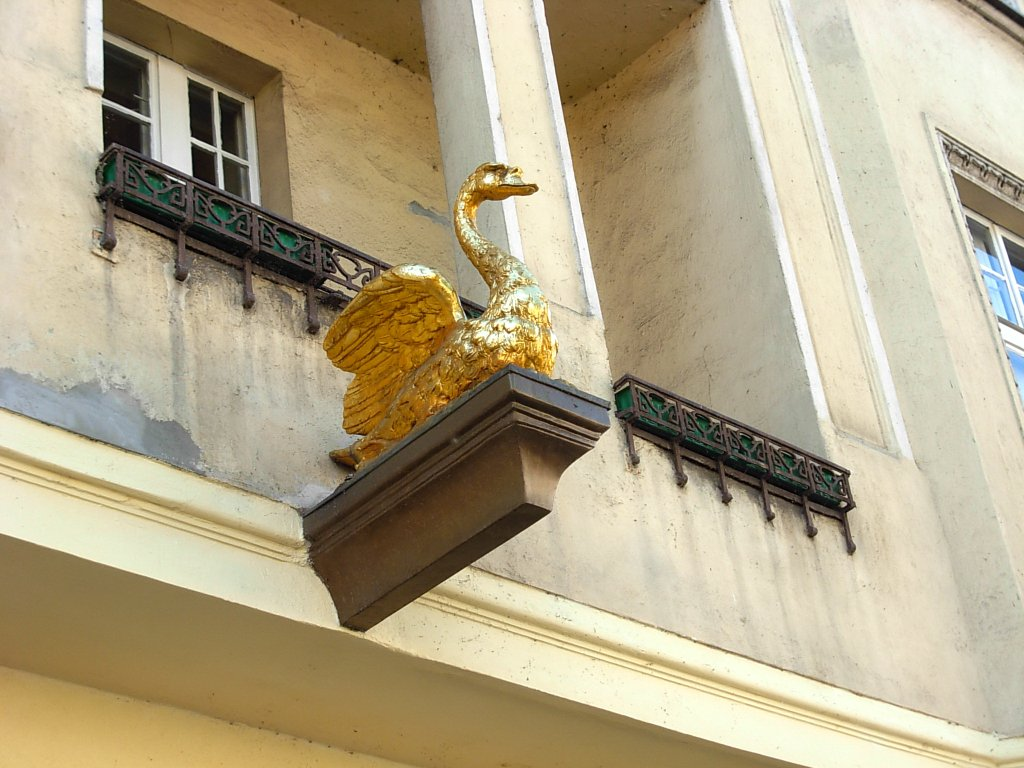
Złoty łabędź